# Поломка
Поломка (слч. Polomka) насељено је мјесто са административним статусом сеоске општине (слч. obec) у округу Брезно, у Банскобистричком крају, Словачка Република.

## Становништво
| Година:    | 1994. | 2004.   | 2014.   | 2024.   |
| ---------- | ----- | ------- | ------- | ------- |
| Број људи: | 3206  | 3162    | 3028    | 2859    |
| Разлика:   |       | -1,37 % | -4,23 % | -5,58 % |

| Година:    | 2023. | 2024.   |
| ---------- | ----- | ------- |
| Број људи: | 2864  | 2859    |
| Разлика:   |       | -0,17 % |

Према подацима о броју становника из 2011. године насеље је имало 3.047 становника.